# Tru64
Tru64 UNIX (dříve Digital UNIX) je název již nepodporovaného 64bitového komerčního unixového operačního systému firmy Hewlett-Packard, který mnohokrát změnil vlastníka. Před HP jej vlastnila firma Compaq, předtím Digital Equipment Corporation (DEC). Systém je navržen pro architekturu DEC Alpha AXP, vzešel ze systému OSF/1 AXP. Předchozím unixovým systémem, který firma Digital prodávala, byl Ultrix, který byl založen na BSD Unixu.
Od ostatních komerčních implementací unixového systému se liší použitím mikrojádra Mach, které bylo vyvinuto na Carnegie Mellon University. Dalšími implementacemi nad stejným jádrem je NeXTSTEP, MkLinux a Mac OS X.
Tru64 je zaváděn speciálním SRM firmware, které je součástí počítačů s procesory DEC Alpha.

## OSF/1
V roce 1988, během takzvaných unixových válek, se firma DEC připojila k firmám IBM, Hewlett-Packard a dalším, které chtěly v rámci Open Software Foundation (OSF) vyvinout vlastní verzi unixového systému. Cíl byl konkurovat System V Release 4 od AT&T a Sun Microsystems. Fakt, že OSF/1 byl jeden z prvních operačních systémů k použití Mach jádra je citováno jako podpora tohoto tvrzení. Digitalizace také silně podporovala OSF/1 pro real-time aplikace, s tradičními unixovými implementacemi v té době poskytoval chudý real-time jako nejlepší podporu, real-time a multi-threading podpora byla těžce závislá na jádru Mach. To také včlenilo velkou část BSD jádra (umístěný na 4.3-Reno release), který poskytoval Unix kompatibilitu. OSF/1 byl považován za třetí hlavní odvětví Unix rodokmenu, po System V a BSD.

## Charakteristika UNIXu
- víceúlohový, víceuživatelský, síťový, interaktivní OS
- přenositelný na platformy od PC po superpočítače
- pro vývoj Unixu vznikl C jazyk
- prvý OS napsaný ve vyšším jazyce, kromě 1 000 řádků asembleru
- inspirace pro další OS
- základní OS v Internetu
- k dispozici zdrojové texty
- dnes především u výkonných serverů, superpočítačů a grafických stanic
- OS pro inteligentní programátory a uživatele

## Tvůrci unixových standardů
- ANSI
- X/OPEN – nezisková společnost, hlavně evropská, definuje celosvětové standardy
- X-Consorcium – stanovuje rozhraní pro technologie X Window (MIT)
- SIGMA – japonský projekt, hlavně podpora japonštiny
- Uniforum, Usenix

tlak uživatelů na vývoj

## Přehledná tabulka verzí pro Alpha AXP platformy
| DEC OSF/1 1.2     | March 1993     |
| DEC OSF/1 1.3     | August 1993    |
| DEC OSF/1 2.0     | March 1994     |
| DEC OSF/1 3.0     | August 1994    |
| Digital UNIX 3.2  | February 1995  |
| Digital UNIX 3.2C | June 1995      |
| Digital UNIX 3.2F | July 1995      |
| Digital UNIX 4.0  | March 1996     |
| Digital UNIX 4.0A | Text buňky     |
| Digital UNIX 4.0B | December 1996  |
| Digital UNIX 4.0C | Text buňky     |
| Digital UNIX 4.0D | December 1997  |
| Digital UNIX 4.0E | December 1997  |
| Tru64 UNIX 4.0F   | April 1999     |
| Tru64 UNIX 5.0    | July 1999      |
| Tru64 UNIX 5.0A   | April 2000     |
| Tru64 UNIX 4.0G   | May 2000       |
| Tru64 UNIX 5.1    | September 2000 |
| Tru64 UNIX 5.1A   | September 2001 |
| Tru64 UNIX 5.1B   | September 2002 |
| Tru64 UNIX 5.1B-1 | November 2003  |
| Tru64 UNIX 5.1B-2 | August 2004    |
| Tru64 UNIX 5.1B-3 | June 2005      |
| Tru64 UNIX 5.1B-4 | December 2006  |
| Tru64 UNIX 5.1B-5 | March 2009     |
| Tru64 UNIX 5.1B-6 | October 2010   |